# Ottmar Hitzfeld
Pour les articles homonymes, voir Hitzfeld.
Ottmar Hitzfeld, né le 12 janvier 1949 à Lörrach, est un joueur puis entraîneur de football allemand. Après des débuts en Suisse, il est longtemps l'entraîneur du Borussia Dortmund (1991-1997) puis du Bayern Munich (1998-2004 et 2007-2008) en Allemagne. Hitzfeld est ensuite le sélectionneur de l'équipe de Suisse entre 2008 et 2014. Il fait partie des sept seuls entraîneurs, avec l'Autrichien Ernst Happel, le Portugais José Mourinho, l'Allemand Jupp Heynckes ,l'Italien Carlo Ancelotti, l'Espagnol Pep Guardiola et l'espagnol luis Enrique à avoir remporté deux fois la Ligue des champions à la tête de deux clubs différents : le Borussia Dortmund en 1997 et le Bayern Munich en 2001. Il est considéré comme l'un des meilleurs entraîneurs de tous les temps et un des meilleurs entraineurs allemands.

## Naissance et enfance
Hitzfeld naît à Lörrach, ville du sud de l'Allemagne à proximité de la frontière suisse. C'est le plus jeune d'une famille de cinq enfants. Ses parents lui donnent le prénom Ottmar en hommage au footballeur allemand Ottmar Walter, futur vainqueur de la Coupe du monde de football 1954. Il grandit dans cette localité et suit une formation de professeur de mathématiques.

## Carrière

### Joueur
Dans sa carrière de joueur (attaquant), Ottmar Hitzfeld joue dans le championnat suisse et en Bundesliga. Il évolue d'abord avec le FC Bâle de 1971 à 1975 et devient le meilleur buteur du championnat en 1973 avec 18 buts. Il joue ensuite pour le VfB Stuttgart de 1975 à 1978, le FC Lugano de 1978 à 1980 et le FC Lucerne de 1980 à 1983. Il marque un total de 169 buts pendant sa carrière.

### Premiers pas d'entraîneur en Suisse
Hitzfeld devient entraîneur au début des années 1980 en Suisse. À 34 ans, il prend en charge le néo-promu en Ligue nationale B (LNB-2e division suisse), le SC Zoug. Il se fixe cinq ans pour réussir dans sa nouvelle profession. « Sans quoi, » dit-il, « je retournerai à mon métier de prof de maths. » Avec le SC Zoug, il obtient la promotion en Ligue Nationale A (LNA, 1re division helvétique) en 1984, après une saison difficile. « Chaque fois que j'ai connu des moments délicats, même à Dortmund et au Bayern, je me disais que ce ne pouvait pas être plus dur que mes débuts à Zoug. » Après une saison seulement, il quitte Zoug pour le FC Aarau, modeste formation de LNA. À la surprise générale, il finit deuxième du championnat de Suisse derrière Servette et remporte son premier titre avec Aarau en 1985 (la Coupe de Suisse, victoire sur Neuchâtel Xamax en finale). Il gravit alors très rapidement les échelons en entraînant les Grasshoppers de Zurich, club avec lequel il remporte deux titres de champion et deux coupes nationales en trois saisons.

### Borussia Dortmund
Il rejoint ensuite le Borussia Dortmund en 1991. Il mène l'équipe au titre quatre ans après son arrivée. En 1997, il remporte à la surprise générale la Ligue des champions avec le Borussia en battant la Juventus (tenante du titre) en finale. Il parachève cette belle saison en remportant la Coupe intercontinentale et en étant désigné Entraîneur mondial de l'année.

### Bayern Munich
Dès la saison suivante, il est engagé par le grand rival de Dortmund, le Bayern Munich. Son premier passage en Bavière sera marqué par une série impressionnante de triomphes, parmi lesquels quatre titres de champion, une nouvelle Ligue des champions en 2001 (après une victoire aux tirs au but face au Valence CF, deux ans après une finale perdue dans des conditions rocambolesques contre Manchester United) et une Coupe intercontinentale la même année. Il remporte logiquement son deuxième titre d'Entraîneur mondial de l'année.
Hitzfeld décide en 2004 de faire une pause. Il est fortement pressenti pour devenir le sélectionneur de la Nationalmannschaft qui va disputer la Coupe du monde 2006 à domicile mais il décline le poste, au profit de Jürgen Klinsmann.
Son retour sur le banc du Bayern n'a pas permis au club de sauver sa saison 2006/2007, qui se termine pour la première fois depuis longtemps sans qualification pour la Ligue des champions. Aux commandes d'une équipe renforcée en début de saison 2007/2008 (en particulier par Ribéry et Toni), il remporte la Coupe de la Ligue, la Coupe et le championnat d'Allemagne.
Le 17 mai 2008, il dirige son dernier match comme entraineur avec le Bayern Munich.

### Équipe nationale suisse
Le 1er juillet 2008, Ottmar Hitzfeld remplace Köbi Kuhn au poste de sélectionneur de l'équipe nationale suisse. Il réussit à la qualifier pour la Coupe du monde 2010, pendant laquelle cette équipe réalise l'exploit de battre l'Espagne, favori et futur vainqueur. La Suisse est cependant éliminée au terme du premier tour après une défaite contre le Chili et un match nul contre le Honduras. La Nati perd tout espoir de qualification à l'Euro 2012 le 7 octobre 2011 : elle perd (0-2) contre le Pays de Galles pendant que le Monténégro tient en échec l'Angleterre (2-2). Ottmar Hitzfeld qualifie la Nati pour la Coupe du monde 2014 au Brésil : en tête de son groupe, l'équipe obtient sa place une journée avant la fin des éliminatoires, ce qui constitue une première dans l'histoire de l'équipe. Lors de la phase finale, la Nati termine à la deuxième place du Groupe E et se qualifie pour les huitièmes de finale, ou elle rencontre l'Argentine de Lionel Messi. Le match est très serré et les Argentins le gagnent grâce à un but marqué pendant la 118e minute. Après ce dernier match, « un choc comme j'en ai vécu quelques-uns dans ma carrière », Hitzfeld laisse sa place à son successeur Vladimir Petković.

## Palmarès

### Palmarès en tant qu'entraîneur
- Coupe intercontinentale (2) : 1997 et 2001
- Ligue des champions (2) : 1997 et 2001 (finaliste en 1999)
- Coupe UEFA (0) : finaliste en 1993
- Championnat d'Allemagne (7) : 1995, 1996, 1999, 2000, 2001, 2003 et 2008
- Coupe d'Allemagne (3) : 2000, 2003 et 2008
- Supercoupe d'Allemagne (2) : 1995 et 1996
- Coupe de la Ligue d'Allemagne (4) : 1998, 1999, 2000 et 2007
- Championnat Suisse (2) : 1990 et 1991
- Coupe de Suisse (3) : 1985, 1989 et 1990
- Supercoupe de Suisse (1) : 1989

### Honneurs
- Meilleur entraîneur mondial de club de l'année (IFFHS) en 1997 et 2001
- Meilleur entraîneur de l'année UEFA en 2001
- 13e meilleur entraîneur de tous les temps par ESPN : 2013[5]
- 17e meilleur entraîneur de tous les temps par World Soccer : 2013[6],[7]
- 19e meilleur entraîneur de tous les temps par France Football : 2019[8],[9],[10]

### Carrière de joueur
| Joueur                                                      | Joueur                 | Joueur        | Joueur                                                       |
| Période                                                     | Club                   | Club          | Titres                                                       |
| ----------------------------------------------------------- | ---------------------- | ------------- | ------------------------------------------------------------ |
| 1960-67                                                     | Drapeau de l'Allemagne | TuS Stetten   |                                                              |
| 1967-71                                                     | Drapeau de l'Allemagne | FV Lörrach    |                                                              |
| 1971-75                                                     | Drapeau de la Suisse   | FC Bâle       | 1972 - Championnat 1973 - Championnat 1975 - Coupe de Suisse |
| 1975-78                                                     | Drapeau de l'Allemagne | VfB Stuttgart |                                                              |
| 1978-80                                                     | Drapeau de la Suisse   | FC Lugano     |                                                              |
| 1980-83                                                     | Drapeau de la Suisse   | FC Lucerne    |                                                              |
| - 1973 - Meilleur buteur du championnat de Suisse (18 buts) |                        |               |                                                              |

### Carrière d'entraîneur
| Entraîneur                                                                            | Entraîneur             | Entraîneur              | Entraîneur |
| Période                                                                               | Club                   | Club                    | Titres |
| ------------------------------------------------------------------------------------- | ---------------------- | ----------------------- | --- |
| 1983-84                                                                               | Drapeau de la Suisse   | FC Zug                  | |
| 1984-88                                                                               | Drapeau de la Suisse   | FC Aarau                | 1985 - Coupe de Suisse |
| 1988-91                                                                               | Drapeau de la Suisse   | Grasshopper Zürich      | 1989 - Coupe de Suisse 1990 - Coupe de Suisse 1990 - Championnat 1991 - Championnat |
| 1991-97                                                                               | Drapeau de l'Allemagne | Borussia Dortmund       | 1995 - Championnat 1996 - Championnat 1997 - Ligue des champions 1997 - Coupe intercontinentale                                                                                         |
| 1998-04                                                                               | Drapeau de l'Allemagne | Bayern Munich           | 1999 - Championnat 2000 - Coupe d'Allemagne 2000 - Championnat 2001 - Championnat 2001 - Ligue des champions 2001 - Coupe intercontinentale 2003 - Coupe d'Allemagne 2003 - Championnat |
| 2007 - 2008                                                                           | Drapeau de l'Allemagne | Bayern Munich           | 2007 - Coupe de la ligue d'Allemagne 2008 - Coupe d'Allemagne 2008 - Championnat |
| 2008 - 2014                                                                           | Drapeau de la Suisse   | Équipe nationale suisse | |
| - 1997 - « Entraîneur mondial de l'année » - 2001 - « Entraîneur mondial de l'année » |                        |                         | |